# Lucas Mallada

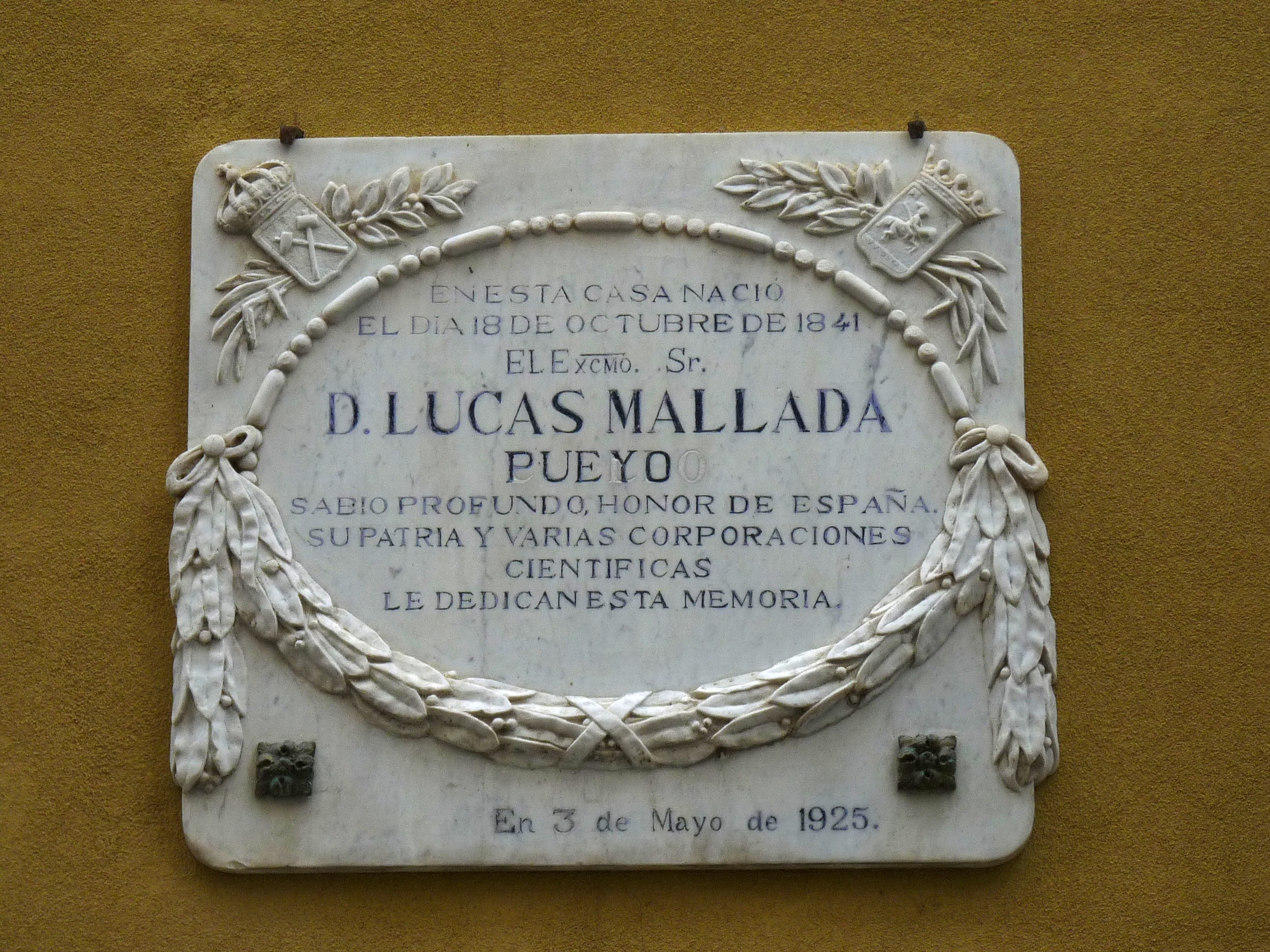
Placa conmemorativa colocada en la casa natal en Huesca.

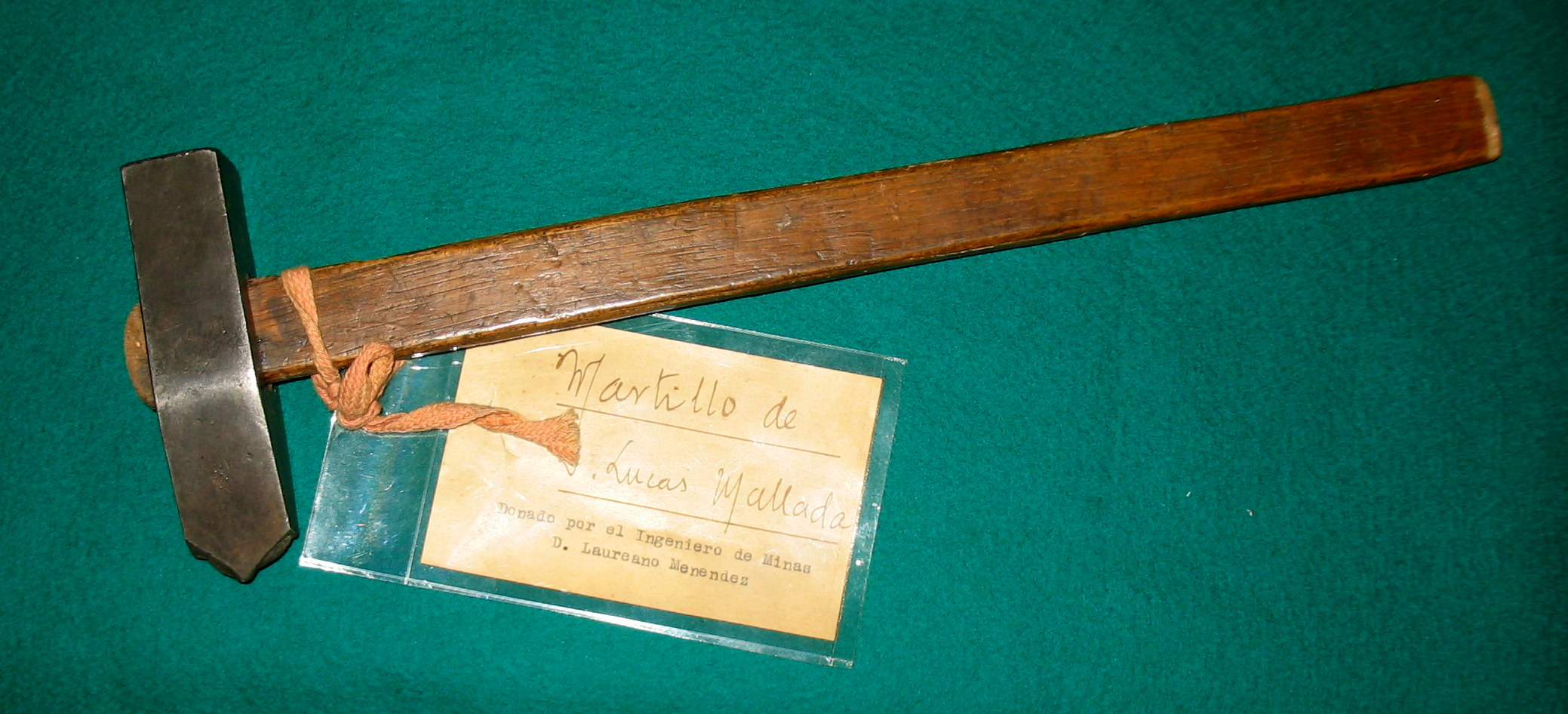
Martíllo de geólogo de Lucas Mallada. Colección IGME.

Lucas Mallada y Pueyo (Huesca, 18 de octubre de 1841 - Madrid, 7 de febrero de 1921) fue un ingeniero de minas, geólogo, regeneracionista y escritor español. Se le considera el fundador de la paleontología española.

## Biografía
Nació en el número 2 de la calle de San Orencio de Huesca el 18 de octubre de 1841. En la fachada de su casa natal se instaló una placa de mármol el 3 de mayo de 1925, en recordatorio de su nacimiento, sufragada por el Ayuntamiento de Huesca, la Academia de Ciencias de Zaragoza y diversas asociaciones científicas de ámbito nacional a las que perteneció el homenajeado.
Fue hijo de Manuel Mallada, nacido en Lupiñén, y de María Pueyo, natural de Permisán, pueblos ambos de la provincia oscense. Su padre trabajaba como empleado de la Secretaría del Ayuntamiento de Huesca.
A los siete años se traslada con su familia a Zaragoza. Allí acabó el bachillerato en 1859 con calificaciones más bien discretas. Al cumplir 19 años su padre logra una plaza de maestro en Madrid y se traslada toda la familia allí; Lucas empieza la carrera de Ingeniería de Minas, que acabó en 1866 tras repetir un curso. Hizo sus prácticas en las minas de mercurio de Almadén y en abril de 1867 va a Oviedo, donde permanecerá dos años enseñando en la escuela de capataces de Langreo e inspeccionando las minas carboníferas de allí. Luego pasa un año recorriendo las sierras de Teruel en busca de nuevas minas y evaluando las ya abiertas.
En 1870 es escogido para formar parte de la comisión encargada de la realización del Mapa geológico de España, publicado en 1889. Le tocaron a él las provincias de Toledo, Cáceres, Córdoba, Huesca, Navarra, Jaén, Tarragona, León, Navarra, Palencia y la supervisión general. Esta magna obra le hará viajar por todo el país. En 1878 contrae matrimonio con Concepción Domingo y Roca, de la que tendrá dos hijas. Entre 1880 y 1890 publica gran cantidad de artículos sobre temas científicos, económicos, políticos y sociales y sus ideas despiertan el movimiento conocido como regeneracionismo. 
En 1880 es nombrado catedrático de Paleontología en la Escuela de Minas; resumió sus conocimientos en Catálogo de las especies fósiles encontradas en España y Sinopsis de las especies fósiles. Tuvo como discípulo a Florentino Azpeitia y Moros. Es propuesto para ministro y alcalde de Madrid, pero rechaza esos honores, si bien cree conveniente informar de sus ideas al rey en sus famosas Cartas aragonesas dedicadas a Su Majestad. Su obra Los males de la patria y la futura revolución española (1890) ejerció una notable influencia en los componentes de la Generación del 98.
En 1897 publicó el artículo «La futura revolución española», en Revista Contemporánea. En 1903 muere su mujer. De salud quebrantada, se jubila en 1910, muere el 7 de febrero de 1921 y se le entierra discretamente, como había deseado en su testamento. Recibió las grandes cruces de Isabel la Católica y Alfonso XII.
Además de aportar un gran número de ejemplares  de minerales, fósiles y rocas a las colecciones de la Comisión del Mapa Geológico (actualmente IGME) reunió una colección personal de minerales y fósiles que, tras su muerte, fue donada en 1925 por su familia a la Escuela Normal de Maestros de Huesca. Esta colección se conserva actualmente en  la Facultad de Ciencias Humanas y de la Educación de Huesca.

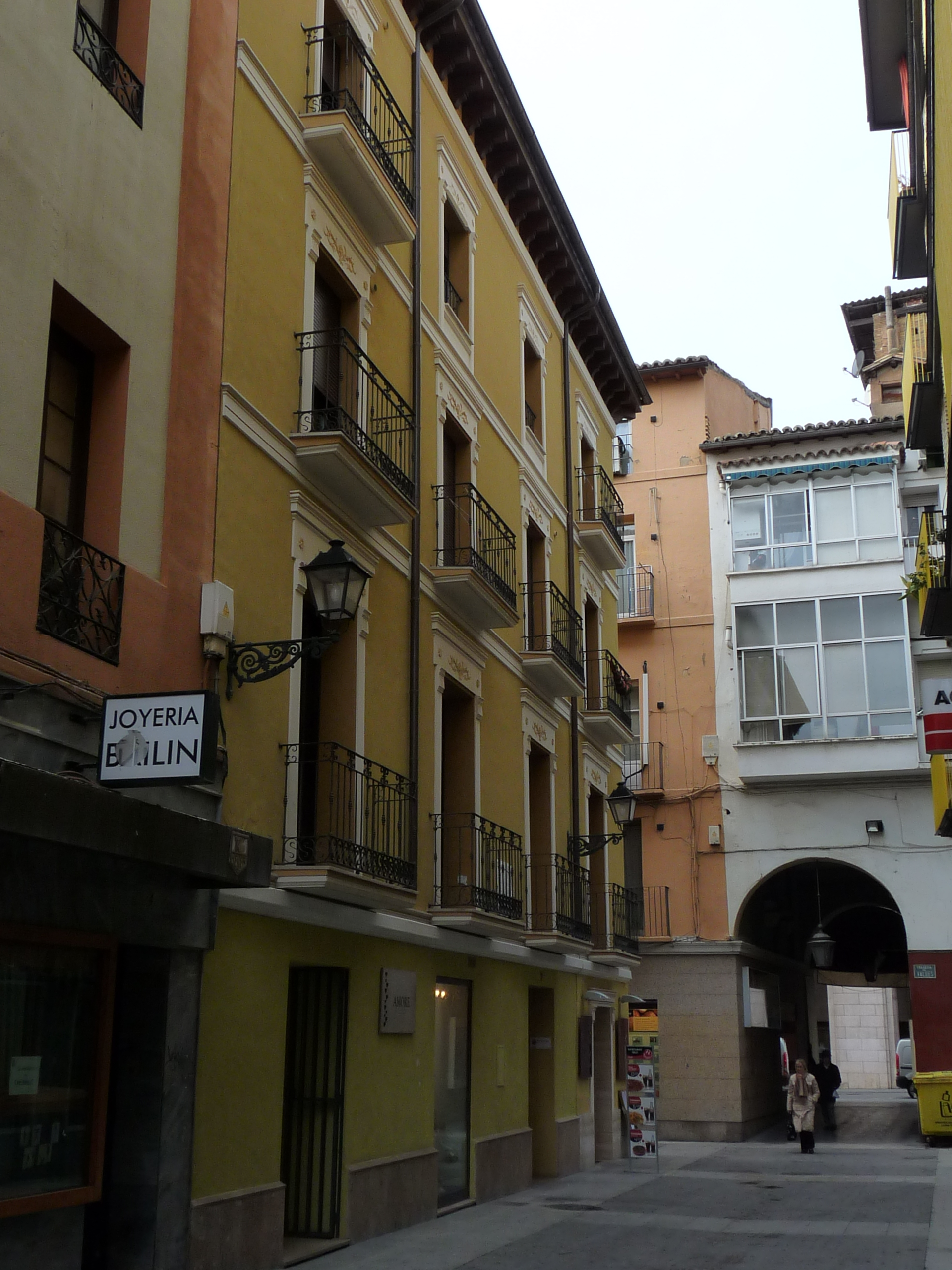
Casa natal en Huesca.

## Obra
La obra escrita de Lucas Mallada tiene dos aspectos muy distintos: los trabajos geológicos y sus ensayos de tema político y social (selección de Leandro Sequeiros).

### Escritos geológicos
- Mallada, L. (1878). «Descripción física y geológica de la provincia de Huesca». Memorias de la Comisión del Mapa Geológico de España, 15: 439 pp.
- Mallada, L. (1895-1911). Explicación del mapa geológico de España (Vol. 1 a 7). En:  Memorias de la Comisión del Mapa Geológico. Madrid. Los tres primeros se reeditaron posteriormente.
- Mallada, L. (1882). «Causas de la pobreza de nuestro suelo». Boletín de la Sociedad Geográfica de Madrid, 12(2): 89-109; 12(4): 273-307.
- Mallada, L. (1882). «Causas físicas y naturales de la pobreza de nuestro suelo». Boletín de la Institución Libre de Enseñanza, 118: 1-4; 119: 18-20; 121: 44-46; 124: 78-79.
- Mallada, L. (1882-1883). «La riqueza mineral de España». El Progreso. 90 artículos desde el 1 de enero de 1882 al 5 de mayo de 1883.

### Escritos políticos
- Mallada, L. (1890). Los males de la patria y la futura revolución española. Consideraciones generales acerca de sus causas y efectos. Primera parte: Los males de la patria. Tipografía de Manuel Ginés Hernández, Madrid, 359 pp. [Reedición 1969. Los males de la patria. Alianza Editorial. El Libro de Bolsillo, Madrid, 233 pp.]
- Mallada, L. (1897-1898). «La futura revolución española». Revista Contemporánea, 106: 632-637; 107: 53-59, 141-147, 488-497, 622-629; 108: 291-298, 495-503; 111: 5-11
- Mallada, L. (1905). Cartas Aragonesas dedicadas a S.M. el Rey Alfonso XIII (q.D.g.). Est. Tip. de la Viuda e Hijos de M. Tello, Madrid, Cuaderno 1, 1-80.